# Trichaitophorus japonicus
Trichaitophorus japonicus är en insektsart som beskrevs av Sorin 1979. Trichaitophorus japonicus ingår i släktet Trichaitophorus och familjen långrörsbladlöss. Inga underarter finns listade i Catalogue of Life.